# Castlereagh
Castlereagh (irisch An Caisleán Riabhach) war einer der 26 nordirischen Districts, die von 1973 bis 2015 bestanden. Der District, dessen Gebiet in der traditionellen Grafschaft Down lag, wurde 1973 eingerichtet und besaß den Status eines Borough. Castlereagh umfasste die südöstlichen Vororte von Belfast. Bedeutende Orte waren Carryduff und Dundonald. Im 23-köpfigen Distriktrat dominierte die Democratic Unionist Party, die bei den Wahlen von 2005 13 Sitze erringen konnte. Sie stellte mit Joanne Bunting auch die Bürgermeisterin.
Seit dem Jahr 2000 war Castlereagh Partnerbezirk von Kent im US-Bundesstaat Washington. Castlereagh ist nicht zu verwechseln mit der Gemeinde Castlerea in der Republik Irland.
Zum 1. April 2015 ging Castlereagh im neuen District Lisburn and Castlereagh auf, wobei Minnowburn, Belvoir, Teile von Ballyhanwood, Cregagh, Downshire, Galwally, Glencregagh, Hillfoot, Lisnasharragh, Lower Braniel, Merok, Tullycarnet, Upper Braniel und Wynchurch dem District Belfast zugeschlagen wurden.

## Castlereagh Council
Die Wahl zum Castlereagh Council am 11. Mai 2011 hatte folgendes Ergebnis:
| Partei | Partei                                    | Ergebnis 2011 | Ergebnis 2011 | Veränderung zu 2005 | Veränderung zu 2005 |
| Partei | Partei                                    | Sitze         | Stimmen       | Sitze               | Stimmen             |
| ------ | ----------------------------------------- | ------------- | ------------- | ------------------- | ------------------- |
|        | Democratic Unionist Party (DUP)           | 11            | 42,6 %        | −2                  | −3,2 %              |
|        | Alliance Party                            | 6             | 25,2 %        | 2                   | 9,3 %               |
|        | Ulster Unionist Party (UUP)               | 3             | 11,2 %        | −1                  | −6,3 %              |
|        | Social Democratic and Labour Party (SDLP) | 2             | 11,0 %        | 0                   | −2,3 %              |
|        | Green Party                               | 1             | 2,9 %         | 1                   | 2,9 %               |
|        | Traditional Unionist Voice                | 0             | 1,0 %         | 0                   | 1,0 %               |
|        | Sonstige                                  | 0             | 2,6 %         | 0                   | 0,6 %               |